# Selective Service
Selective Service is een verzamelalbum van de Amerikaanse indierockband Guided by Voices en Airport 5, het muzikale project van Robert Pollard en Tobin Sprout. Het album werd uitgebracht op 27 november 2001.

## Productie
Het album, ook beschreven als verzamel-ep, bevat de nummers van singles van Guided by Voices (GBV) en Airport 5 die eerder in beperkte oplage op vinyl verschenen. Airport 5 was een project van GBV-frontman Robert Pollard en -gitarist Tobin Sprout. Sprout had in 1997 GBV verlaten.

## Tracklist
| Nr. | Titel                                  | Duur |
| --- | -------------------------------------- | ---- |
| 1.  | Dayton, Ohio-19 Something and 5 (Live) | 2:56 |
| 2.  | Travels                                | 2:00 |
| 3.  | No Welcome Wagons                      | 2:00 |
| 4.  | Selective Service                      | 1:54 |
| 5.  | Total Exposure                         | 4:05 |
| 6.  | Cold War Water Sports                  | 3:26 |
| 7.  | The Wheel Hits the Path (Quite Soon)   | 1:27 |
| 8.  | Stifled Man Casino                     | 3:18 |
| 9.  | Peroxide                               | 1:42 |
| 10. | Eskimo Clockwork                       | 1:23 |
| 11. | In the Brain (bonustrack)              | 3:59 |